# Senorbì
Senorbì är en ort och kommun i provinsen Sydsardinien i regionen Sardinien i sydvästra Italien. Kommunen hade 4 855 invånare (2017).